# Ameerega ingeri
Espèce
Synonymes
- Dendrobates ingeri Cochran & Goin, 1970
- Epipedobates ingeri (Cochran & Goin, 1970)

Statut de conservation UICN

 DD  : Données insuffisantes
Statut CITES
Ameerega ingeri est une espèce d'amphibiens de la famille des Dendrobatidae.

## Répartition
Cette espèce est endémique de Colombie. Elle se rencontre dans les départements de Caquetá et de Putumayo de 100 à 400 m d'altitude sur le versant Est de la cordillère Orientale.

## Description
L'holotype mesure 27,5 mm.

## Étymologie
Cette espèce est nommée en l'honneur de Robert Frederick Inger.

## Publication originale
- Cochran & Goin, 1970 : Frogs of Colombia. United States National Museum Bulletin, vol. 288, p. 1-655 (texte intégral).